# Idioma luvale
El luvale (o lovale, chiluvale, luena, etc.) es una lengua bantú central que hablan los lovales en Angola y Zambia . Está reconocida como lengua regional en Zambia y el nganguela, una nueva lengua mezcla con las otras lenguas chokwe-luchazis es una lengua nacional de Angola. Su código Guthrie es K.14 y su código glottolog es 1239.
El luvale está estrechamente relacionado con Chokwe.

## Distribución geográfica
En Zambia se habla en las provincias del oeste y del noroeste por 171.000 personas (2010).
En Angola se habla por 464.000 personas (2001) en las provincias de Moxico y Cuando Cubango.

## División
Forma parte de las lenguas chokwe-luchazis que son lenguas bantúes del grupo K, junto con el chokwe, nyemba, mbwela, mbunda, nyengo, el luimbi, el nkangala, el yauma y el luchazi. Todas ellas son lenguas bantúes centrales.

## Fonológia
|                      |              | Labiales | Alveolares | Palatales | Velares | Glotales |
| -------------------- | ------------ | -------- | ---------- | --------- | ------- | -------- |
| Nasales              | Nasales      | m        | n          | ɲ         | ŋ       |          |
| Oclusivas/ Africadas | Sordas       | p        | t          | tʃ        | k       |          |
| Oclusivas/ Africadas | prenasales   | ᵐb       | ⁿd         | ᶮdʒ       | ᵑɡ      |          |
| Fricativas           | Sordas       | f        | s          | ʃ         |         | h        |
| Fricativas           | Sonoras      | v        | z          | ʒ         |         |          |
| Aproximantes         | Aproximantes | w        | l          | j         |         |          |

### Vocales
|             | Anterior | Central | Posterior |
| ----------- | -------- | ------- | --------- |
| Cerrada     | i iː     |         | u uː      |
| Semicerrada | e eː     |         | o oː      |
| Semiabierta | ɛ ɛː     |         | ɔ ɔː      |
| Abierta     |          | a aː    |           |

## Vocabulario
Contiene muchos préstamos del portugués del contacto colonial durante el siglo XX, como:
| Luvale   | Portugués  | Español          |
| -------- | ---------- | ---------------- |
| xikata   | escada     | escalera         |
| xikitelu | mosquitero | mosquitero       |
| ngatwe   | gato       | gato             |
| mbalili  | barril     | barril           |
| kaluwaxa | carro      | auto/coche/carro |
| semana   | semana     | semana           |

## Estado
Se enseña el luvale en la educación primaria y secundaria en Zambia, país en el que también hay periódicos, programas de radio y de televisión en esta lengua. Se escribe con el alfabeto latino. También se escribe el luvale en braille, La lengua goza de actitudes positivas en los dos estados en la que se habla. En Zambia es una lengua reconocida como lengua regional y se utiliza en educación y administración. Es una lengua dominante en su región. Se habla en el hogar, en la comunidad y en las ceremonias tradicionales, gente de todas las edades. Se ha traducido la Biblia . (1955-1970). En ese país es una lengua institucional (provincial). Se utiliza tanto a nivel personal como comunitario y administrativo.
En Angola es una lengua desarrollada (egids 5), que goza de un uso vigoroso, tiene literatura y una forma estándar. En ese país el ngangela, una nueva lengua de la mezcla de las lenguas chokwe-luchazis, es considerada una lengua nacional.

## Otras lecturas
- Horton, A. E. (1949). A Grammar of Luvale (en inglés). Johannesburg: Witwatersrand University Press.
- Horton, Albert E. (1953). A Dictionary of Luvale (en inglés). El Monte, Calif.: Lithographed by Rahn Bros. Print. & Lithographing.